# Lagenocarpus compactus
Lagenocarpus compactus là loài thực vật có hoa trong họ Cói. Loài này được D.A.Simpson mô tả khoa học đầu tiên năm 1993.